# Сэндс, Дайана
Дайана Сэндс (англ. Diana Sands, 22 августа 1934, Нью-Йорк — 21 сентября 1972, там же) — американская актриса театра и кино.

## Биография
Член театральной мастерской Актёрская студия, с успехом выступила в пьесе Лоррейн Хэнсберри Изюм на солнце (1961, где её партнером был Сидни Пуатье), в драме Джеймса Болдуина Блюз для мистера Чарли (1964, её исполнение высоко оценила в своем театральном обзоре Сьюзен Зонтаг). Играла в пьесах Шоу, Жироду и др. Снималась в кино, в телесериалах, выступала как певица.
Умерла от рака.

## Избранная фильмография
- Изюм на солнце/ A Raisin in the Sun (1961, Дэниэл Петри)
- Землевладелец (1970, Хэл Эшби)
- Doctors' Wives (1971, Джордж Шефер)
- Georgia, Georgia (1972, Стиг Бьоркман)
- Willie Dynamite (1974, Гилберт Мозес)

## Признание
Лауреат нескольких театральных премий. Дважды была номинирована на премию Тони и премию Эмми.